# Craig P. Bauer
Craig Paul Bauer (* 1972) ist ein amerikanischer Kryptologe und Mathematiker.

## Leben
Bauer promovierte 1999 an der North Carolina State University mit seiner Arbeit Triangular Monoids zum Ph.D. (Doktor). Er ist Professor für Mathematik am York College of Pennsylvania, einer privaten Bildungseinrichtung im Bundesstaat Pennsylvania.
Seit Januar 2007 ist er Chefredakteur der Cryptologia, einer englischsprachigen Fachzeitschrift zum Thema Kryptologie. Er ist Autor von Secret History – The Story of Cryptology, einem im März 2013 erschienenen Buch über die Geschichte der Kryptologie, und von Unsolved! – The History and Mystery of the World’s Greatest Ciphers from Ancient Egypt to Online Secret Societies, einem Buch über ungelöste historische Kryptogramme, das 2017 erschienen ist.

## Schriften
- Secret History – The Story of Cryptology. CRC Press, Boca Raton, 2013, ISBN 1-46656-186-6.
- Unsolved! – The History and Mystery of the World’s Greatest Ciphers from Ancient Egypt to Online Secret Societies. Princeton University Press 2017, ISBN 978-0691167671.